# Rodolphe Émile Enoff
Rodolphe Marie Émile Enoff, né le 4 novembre 1926 à Vieux-Habitants et décédé le 29 avril 2021 à Basse-Terre, est un militant syndicaliste, historien et écrivain français. Technicien à la SNCF, puis professeur dans l'enseignement technique, il a milité au sein du Syndicat national de l'enseignement supérieur.
Historien autodidacte, ses travaux sur l'histoire de la Guadeloupe et des Antilles sont une référence dans le domaine de l'histoire politique.

## Biographie

### Enfance
Rodolphe Émile, surnommé Miko, fils d’un père agent voyer et d’une mère sans profession, est né en 1926, dans la maison qui appartenait à son grand-père maternel, à Morandais dans la vallée de Beaugendre. Après la séparation de ses parents, il vit dans cette maison avec ses deux sœurs, Raymonde et Germaine, sa mère et ses tantes, jusqu’à la fin de sa scolarité en école primaire.

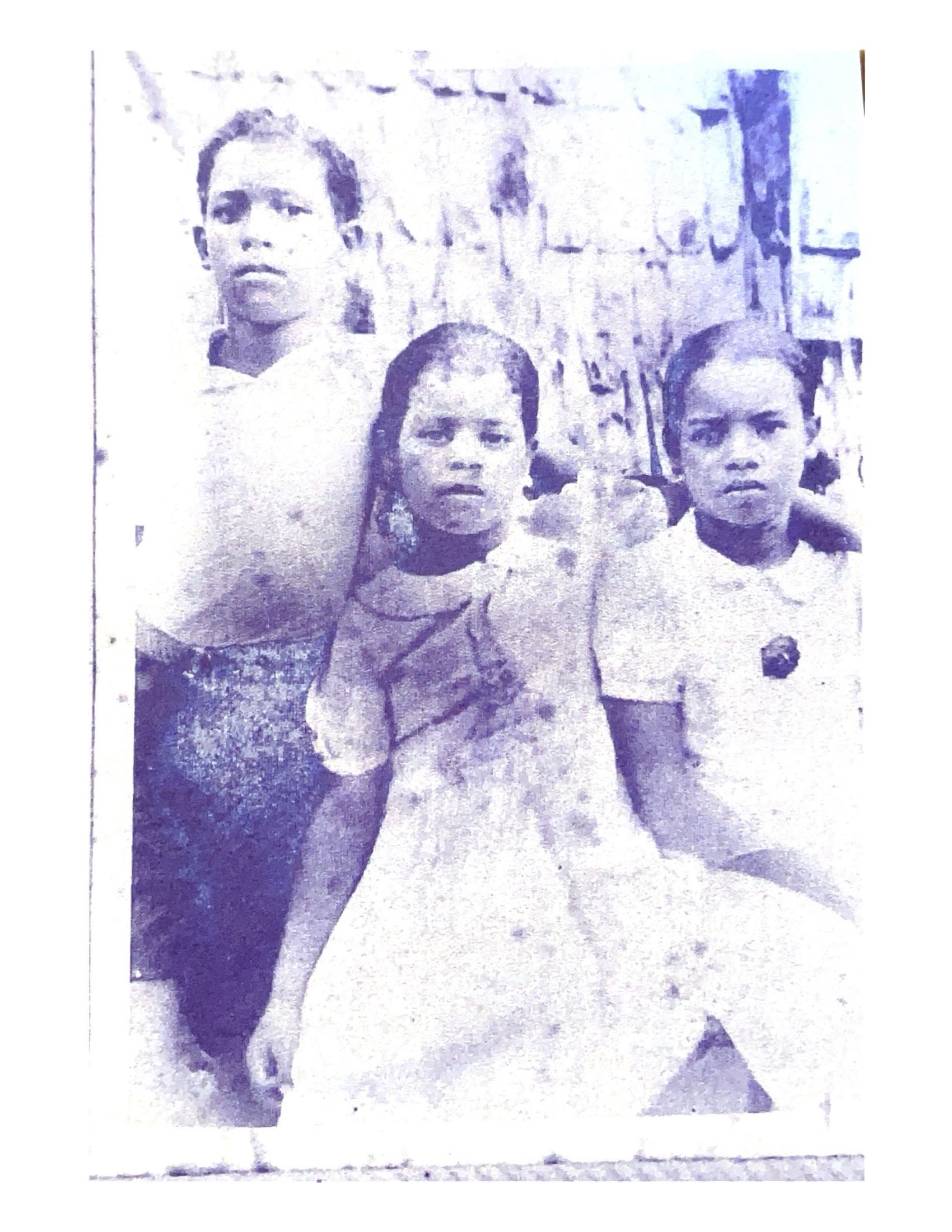
Rodolphe Marie Émile et ses sœurs

Après un bref séjour chez son père à Capesterre-Belle-Eau, il est accueilli à Pointe-à-Pitre par sa tante et marraine et son oncle, pour intégrer la section technique du lycée Carnot. Il rejoint alors une fratrie de sept enfants.

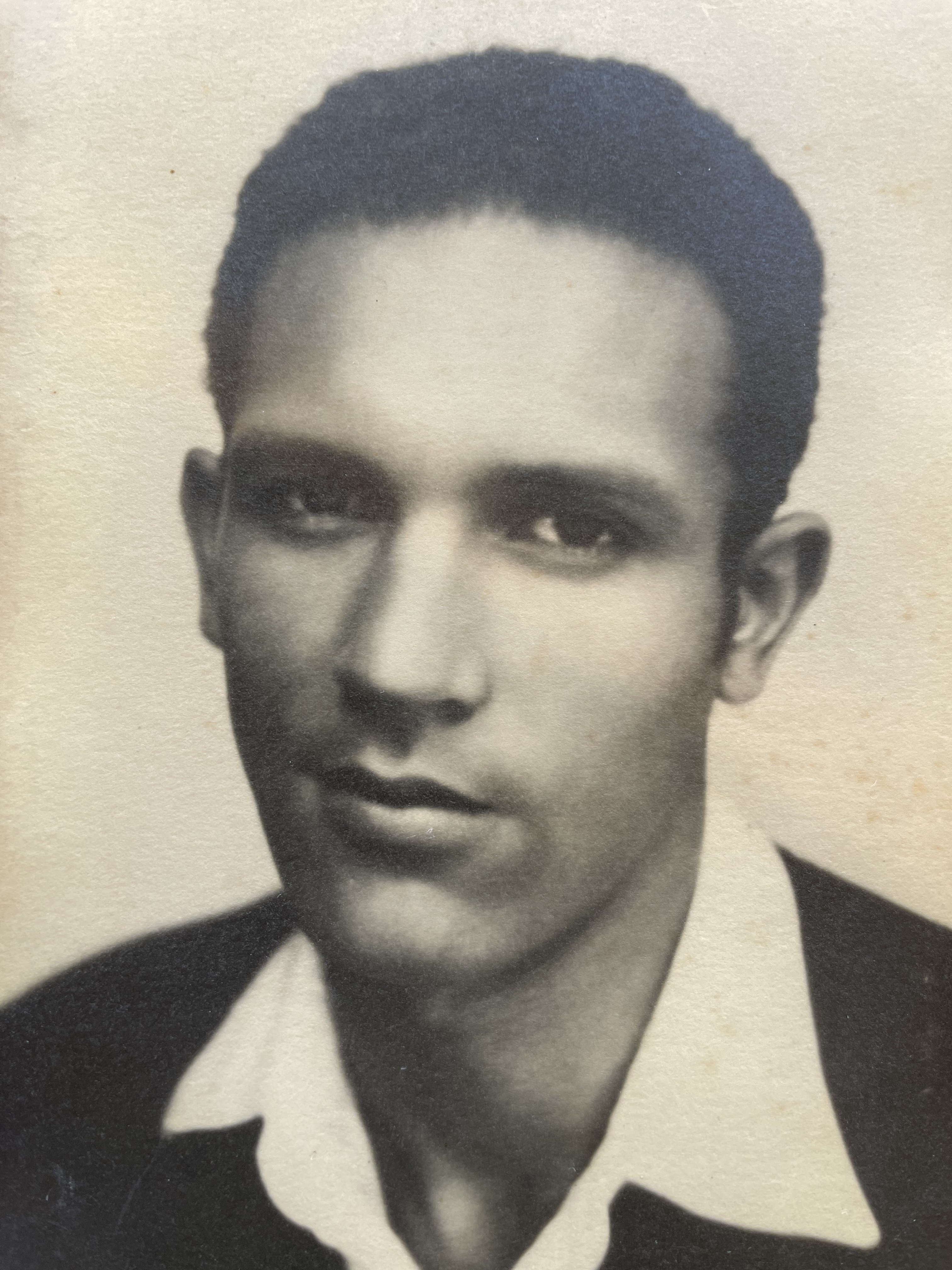
Rodolphe Marie Émile à la fin des années 1940

### Parcours
Il obtient son brevet industriel en 1946. Grâce à ses bons résultats et aux orientations du conseil général (créé à la suite de la décolonisation et de la départementalisation de la Guadeloupe), il se voit attribuer une bourse d'études et rejoint Paris pour s'inscrire dans une école spécialisée en mécanique et électricité. Ses moyens financiers ne lui permettant alors pas d'achever ses études d’ingénieur, il franchira les échelons par étapes.
Le 28 octobre 1950, il épouse Paulette Joanny (alors employée de la SNCF, et qui deviendra par la ensuite responsable de la section de Haute-Garonne du Secours populaire), avec laquelle il a deux enfants.
Il travaille en tant que technicien voirie à la SNCF de 1953 à 1959 et entreprend une poursuite d'études en cours du soir (centre d'apprentissage de Versailles). Recruté comme maître auxiliaire pour l'année scolaire 1959-1960, il est reçu au concours d’entrée à l’École normale nationale d’apprentissage de Paris. Après un an de formation, il est nommé au collège technique de Roubaix pour l'année scolaire suivante, année au cours de laquelle il prépare le concours de professeur technique adjoint (section électrotechnique). Admis au concours, il devient stagiaire de l'École normale supérieure de l’enseignement technique en 1962-1963 puis enseigne l'électromécanique au cours des deux années scolaires suivantes au lycée de Gourdan-Polignan (Haute-Garonne).
Il obtient une mutation pour la rentrée 1965 : il part enseigner en tant que titulaire au lycée Déodat-de-Séverac de Toulouse (Haute-Garonne) puis sera admis le 9 mars 1979 au concours spécial d’accès des professeurs techniques adjoints. Il intègre alors le corps des professeurs certifiés, dans la spécialité électrotechnique. Il enseignera dans ce même établissement jusqu’à sa retraite en 1987. Il fait des séjours réguliers en Guadeloupe avec sa femme. Après le décès de celle-ci, en 2001, il y réside fréquemment avant de s'y installer définitivement, en cohabitation avec sa fille, en 2012.

## Engagement politique
Son histoire familiale, celle de son l'île natale, son parcours d'études et ses rencontres aiguisent la conscience politique de Rodolphe Émile Enoff. Il se syndique dès le début de sa carrière dans l'enseignement en adhérant au Syndicat national de l’enseignement technique,. Lors de son arrivée en Haute-Garonne, il devient membre du nouveau Syndicat national des enseignements de second degré puis rejoint la commission administrative de la section académique du SNES de Haute-Garonne en 1967. Il est ensuite secrétaire académique de ce syndicat (pour l’ex-SNET) avec Philippe Capelle puis Robert Romeu (pour l’ex-SNES). À partir de 1975, Rodolphe Émile Enoff est une figure du syndicalisme français et devient membre de la Commission administrative nationale. Il adhère au Parti communiste français à compter de 1978. De 1981 à 1987, il partagera le secrétariat général de la section académique de Haute-Garonne avec Céline Gabaude.

## Travaux d'historien et de poète
À la fin des années 1980, Rodolphe Émile Enoff entreprend des recherches généalogiques pour retracer ses origines. Cette histoire familiale croisant l'histoire générale de la Guadeloupe, son intérêt se porte alors sur les événements et les personnages qui ont fait celle-ci. Sa curiosité le guide vers les archives et occasionne des rencontres avec des historiens. Il devient membre actif de la Société de généalogie et d'histoire de la Caraïbe puis de la Société d'histoire de la Guadeloupe.
Ses premiers travaux portent sur la période de rétablissement de l'esclavage par Napoléon Bonaparte ; il édite un fascicule dédié au contre-amiral Lacrosse alors gouverneur de Guadeloupe. Rodolphe Émile Enoff prend goût aux recherches et fréquente activement les archives locales et nationales. Il décide d'élargir son questionnement en abordant l'Histoire avec méthode : considérant que la toponymie naît de l'Histoire, il étudie les dénominations attribuées aux rues de Basse-Terre et de Pointe-à-Pitre et publie le Guide historique des noms de rue à Basse-Terre et Pointe-à-Pitre en 1993. Il enrichira ses travaux en publiant un second volume en 2016, Guide historique des nouveaux noms de rue à Basse-Terre et à Pointe-à-Pitre
Encouragé et soutenu dans ses recherches par l'historien René Bénélus, Rodolphe Émile Enoff publie Les Premiers Parlementaires de la Guadeloupe : 1789-1889 en 2001 puis fait paraître un second volume, Les Parlementaires de la Guadeloupe : 1889-1958, en 2013.
Rodolphe Émile Enoff souhaite faire mieux connaître l'histoire de la Guadeloupe ; il répond aux invitations de lycées et de médiathèques, donne des conférences. La presse régionale relaie ses interventions, fait part de ses publications et annonce ses séances de signature,.
Il ambitionne également de valoriser son île natale et écrit plusieurs poèmes louant ses spécificités. En 2004, il rédige et publie une Flânerie dans Vieux-Habitants pour inviter à une visite guidée de sa ville natale.

## Hommages
La Société d'histoire de la Guadeloupe lui a consacré un article dans son Bulletin no 190 de septembre 2021.
Le 4 mai 2024, la commune de Vieux-Habitants a rendu hommage à Rodolphe Marie Émile Enoff en baptisant une place du centre-bourg de son nom. Une stèle commémorative rappelle en quelques mots le parcours de cet humaniste.